# Jozef Čabelka
Jozef Čabelka (15. února 1910 Holíč – 6. července 1987 Bratislava) byl československý vědec a pedagog, akademik SAV, korespondent ČSAV, mikrometalurg a expert v oboru svařování.

## Biografie
Jozef Čabelka se narodil 15. února 1910 ve městě Holíč v Záhorské nížině, na západním Slovensku. Navštěvoval Reálné gymnázium v Hodoníně, které ukončil v roce 1928. Ve stejném roce nastoupil ke studiu oboru strojního inženýrství konstrukčního směru na Vysokém učení technickém v Brně (VUT) a v roce 1932 nastoupil ještě ke studiu oboru silnoproudé elektrotechniky. Studia na VUT ukončil v roce 1934 titulem Ing. Po studiích na VUT jej tamní profesoři – Rysek a Píšek – doporučili k praxi v laboratoři prof. Portevina v Paříži. Po jednom roce nastoupil na svářečskou školu ESSA – École Supérieure de Soudure Autogéne, ze které si v roce 1937 odnesl diplom Ing. ESSA (svářečský inženýr).
... Čabelka patřil v letech 1936 a 1937 k absolventům sedmého ročníku a vzpomínka na toto období mi v paměti oživuje houževnatost našeho studenta při denní práci, jeho živou vědeckou zvědavost a jeho přesvědčení o budoucnosti této ještě mladé techniky v době, kdy svařování – ani ne z hlediska technologického jako spíše vědeckého – víc problémů nadnášelo než řešilo.
A. Leroy Ing. EPCI., ředitel Svářečského ústavu a Vysoké školy svářečské v Paříži.
Před návratem do Československa ještě absolvoval krátké praxe ve francouzské společnosti Air Liquid a americké Babcock-Wilcox. Poté začal pracovat v Železárnách a drátovnách Bohumín, kde začal budovat oddělení pro výrobu přídavných svařovacích materiálů. Během zaměstnání mu byly umožněny studijní pobyty v ESABu v Göteborgu, Königshütte, Bismarckhütte a v závodech Krupp.
Po přemístění oddělení do továrny ve Vamberku – Železárny Vamberk (dnes ESAB Vamberk) – vybudoval jeden z nejmodernějších provozů na výrobu obalovaných elektrod ve světě. Čabelka se stal vedoucím výroby továrny ve Vamberku, které se stala jedním z největších výrobců elektrod ve střední Evropě.
V roce 1942 byl jmenován mimořádným profesorem a v roce 1946 (1947) řádným profesorem Slovenské vysoké školy technické v Bratislavě (SVŠT) v oboru mechanické technologie. V roce 1943 založil Katedru fyzikální metalurgie na Strojní fakultě SVŠT, kterou i vedl.
Za svého působení v Železárnách Vamberk přišel s vlastní metodikou stanovení svařitelnosti uhlíkových ocelí. Ta byla předmětem jeho dizertační práce, kterou úspěšně obhájil a získal tak doktorát technických věd v roce 1945. O dva roky později získal za uvedený postup Cenu Lincolnovy nadace na mezinárodní soutěži v Clevelandu (Ohio, USA). Cenu mohl přivézt pouze jako vybavení pro zakládaný Výskumný ústav zváračský.
V letech 1945 až 1949 zastával funkci ředitele kovoprůmyslu na Slovensku. Během této doby začaly vznikat jeho plány na založení instituce, která bude podporovat oblast svařování jako klíčové odvětví průmyslu.
Výskumný ústav zváračský v Bratislavě (VÚZ) začal budovat v roce 1949 a současně s ním i postgraduální studium pro svářečské inženýry.
V roce 1952 se stal korespondenčním členem Slovenské akademie věd (SAV). O rok později založil Ústav fyziky kovů (dnešní Ústav materiálov a mechaniky strojov SAV), se stal akademikem SAV a až do roku 1959 byl místopředsedou SAV.
Ředitelský post na VÚZ zastával až do roku 1961, kdy ústav navštívila delegace ze Sovětského svazu Chruščov a Bulganin a zjistila, že jeho úroveň je vyšší než u ústavů v tehdejším SSSR. Čabelka byl na politický nátlak propuštěn a teprve po intervenci Alexandra Dubčeka mohl zůstat alespoň na STU.
Jozef Čabelka zemřel 6. června 1987 v Bratislavě.

## Ocenění
- 1947 – Cena Lincolnovy nadace, Cleveland, Ohio, USA[3][4]
- 1960 – čestný doktorát, Technische Hochschule für Schweissmaschinenbau, Magdeburg, Německo[3]
- 1980 – Oborová plaketa F. Křižíka za zásluhy v technických vědách[5]
- 1996 – Řád Ľudovíta Štúra I. triedy (In memoriam)[6]